# Heinrich Hübbe
Heinrich Hübbe (* 23. September 1803 in Hamburg; † 1. Juni 1871 ebenda) war ein deutscher Wasserbauingenieur und hamburgischer bzw. preußischer Baubeamter, Feldmesser und Kartograf.

## Familiärer Hintergrund
Hübbes war das dritte Kind des Kaiserlichen Rats, Schiffsregistrators, amtliche Dolmetichers und Notars Johann Heinrich Hübbe (17. April 1771 – 17. Januar 1847) und dessen Ehefrau Maria Christine Heyer (24. Februar 1774 – 5. Januar 1842). Er hatte mehrere Geschwister:
- Hans (21. März 1800 – 6. Juni 1842), starb als Arzt in Mérida, Yucatan in Mexiko. ⚭ Gertrud Rejon, hatte sieben Kinder.
- Wilhelmine (26. Oktober 1801 – 5. Juni 1878) ⚭ am 7. Dezember 1843 mit dem Kaufmann Ernst Ferdinand Mutzenbecher (18. Dezember 1805 – 7. April 1848)
- Ulrich (1. Juni 1805 – 19. Februar 1892) Jurist, Schriftsteller und Schullehrer zu Adelaide, Australien; ⚭ ma 15. November 1849 mit Martha Gray, verwitwete Füßly
- Agatbe (26. Januar 1807 – 4. Februar 1808)
- Mathilde (*/† 25. Januar 1809)
- Amalie (5. Januar 1811 – 26. Februar 1889) ⚭ am 14. Dezember 1832 mit dem Juristen Johann Friedrich Voigt (1806–1886) Johan Friedrich Voigt
- Hugo (18. Februar 1813 – 22. Oktober 1896) ⚭ 1. am 9. August 1839 mit Elise Amalie Bergeest, (22. September 1817 – 22. Oktober 1858), Tochter des Kaufmanns Otto Julius Bergeest; 2. am 13. September 1860 mit Maria Henriette Elisabeth Kob (3. April 1835 – 14. Januar 1911), Tochter des Kaufmanns Ferdinand Ludivig Kob
  - Anton Cornelius Hübbe, wurde Bankier.

## Leben
Hübbe erhielt seine schulische Bildung zunächst auf der Privatschule des Dr. Krämer und kam dann auf das Akademische Gymnasium Hamburg, wo er unter anderem von Karl Friedrich Hipp unterrichtet wurde. Im Jahr 1819 begann er eine Ausbildung bei dem Strom- und Kaualbaudirektor Johann Theodor Reinke und wurde anschließend von dem Wasserbaudirektor Reinhard Woltman ausgebildet, bei dem er Büroarbeiten ausführte, Zeichnen auf Papier und Stein, Vermessungstechnik und Kartieren erlernte. Nebenher betrieb er mathematische Studien. Dann ging er zur Sternwarte nach Gotha, um bei deren Direktor Johann Franz Encke   seine mathematischen Studien fortzusetzen. Hübbe arbeitete in den Jahren 1822 und 1823 als Mitarbeiter an Adolf Stielers Kartenwerk mit, von ihm stammen z. B. die Karten von Italien, Schweden und Norwegen sowie einige andere. 1824 wechselte er an die Bauakademie nach Berlin, wo ihm 1825 das Zeugnis eines Königlich Preußischen Feldmessers ausgestellt wurde und kehrte in seine Vaterstadt zurück, um für Reinhard Woltman zu arbeiten und für Heinrich Christian Schumacher geodätische Messungen durchzuführen.
Im Jahr 1828 wurde er Kondukteur beim Straßenbau und leitete in dieser Funktion den Bau der Eppendorfer Chaussee. 1832 bis 1838 war er als Wasserbaukondukteur in Cuxhaven tätig. 1836 konnte er auf Staatskosten eine neunmonatige Bildungsreise nach Belgien, Frankreich, Holland, Großbritannien und Irland unternehmen und wurde nach seiner Rückkehr Nachfolger (zunächst ad interim) des pensionierten Wasserbaudirektors Woltman. 1843 wurde er wirklicher Direktor. Er hatte als Protokollführer an der seit Dezember 1642 in Dresden tagenden hydrotechnischen Kommission der Elbuferstaaten teilgenommen und wurde kurz danach Mitglied der technischen Kommission für den Wiederaufbau des im Jahr 1842 durch Brand verwüsteten Stadtteils. Ihm verdankt Hamburg die ersten wesentlichen Erweiterungen und Verbesserungen des Hamburger Hafens, die Pläne zum Wiederaufbau und deren Ausführung sowie die Organisation und Hebung seines Wasserbauwesens.

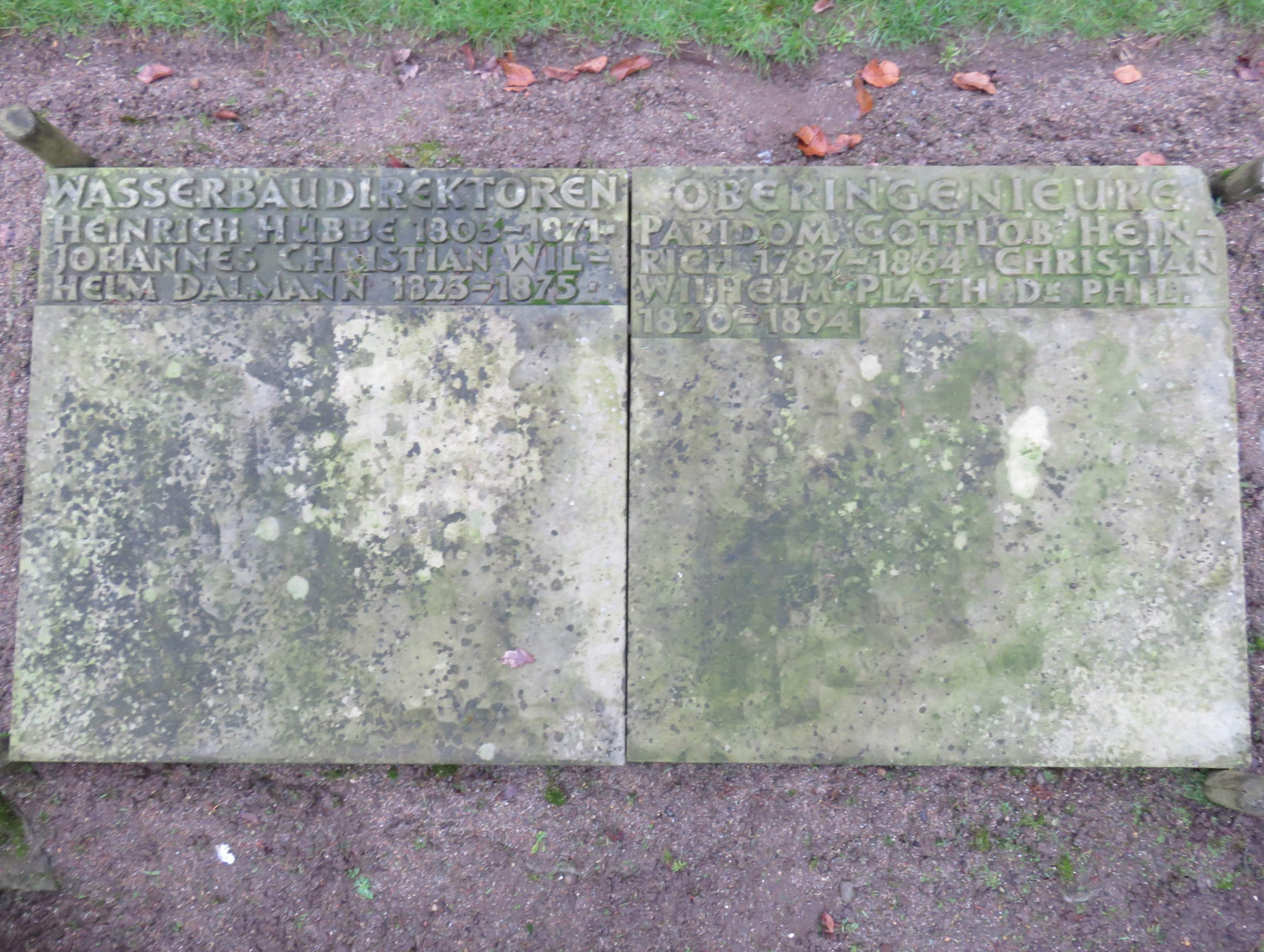
Sammelgrabmal (links), Althamburgischer Gedächtnisfriedhof Ohlsdorf

Nach 1848 engagierte sich Hübbe aus seiner politisch sehr konservativen Haltung heraus dafür, eine Reform der bisherigen hamburgischen Verfassung zu verhindern. Als man sich im Jahr 1851 in Hamburg auf einen Entwurf für eine neue, demokratischere Verfassung einigen konnte, dem auch die städtischen Regierungsgremien mit Wohlwollen begegneten, bemühte er sich sowohl beim Frankfurter Bundestag als auch – über seine Bekanntschaft mit Ludwig von Gerlach – bei der preußischen Regierung, um eine Intervention in der Stadt zugunsten des verfassungspolitischen Status quo. Hübbe wurde daraufhin vom hamburgischen Senat gemaßregelt und suspendiert.
Ab 1857 wurde sein Amt kommissarisch von Johannes Dalmann wahrgenommen. Hübbe wurde 1863 mit Pension in den Ruhestand versetzt. Durch einen Beschluss des Obergerichts wurde seine Suspendierung nach sieben Jahren im September 1863 aufgehoben, die Anklage gegen ihn zurückgewiesen.
In den Jahren 1844, 1856 und 1864 war er Geschäftsführer der Mathematischen Gesellschaft und nahm regelmäßig an den dort stattfindenden Sitzungen teil. Er war zudem seit 1830 Mitglied der Gesellschaft.
1864 trat er als Berater in den preußischen Staatsdienst, worin er vorzugsweise mit der Verbesserung der Ostseehäfen und der Regulierung des Elbstroms beschäftigt war. Er lieferte zahlreiche in teils tabellarischer, teils grafischer Form zusammengestellte physikalische, meteorologische und technische Beobachtungen. Im September 1866 wurde Hübbe als kommissarischer Regierungs- und Baurat Mitglied der Königlichen Regierung zu Cöslin.
Hübbe erkrankte im Januar 1871 schwer ließ sich im März beurlauben und kehrte nach Hamburg zurück, wo er kurz darauf starb. Auf dem Ohlsdorfer Althamburgischen Gedächtnisfriedhof befindet sich ein Ehren-Sammelgrabmal für Hübbe zusammen mit seinem Nachfolger im Amt Johannes Dalmann.

## Familie
Hübbe heiratete am 26. Mai 1831 in Hamburg Amalie Elisabeth Wasmann (* 18. Januar 1809; † 23. September 1890), die Tochter des Heinrich Diedrich Clemens Wasmann, Amtsvogt zu Wennigsen. Das Paar hatte sechs Söhne:
- */† 15. Januar 1822
- Heinrich Wilhelm Clemens (* 4. Juli 1834; † 1. Februar 1907), Stadtbaudirektor in Schwerin ⚭ am 11. Oktober 1860 mit Friederike Marie Henriette Siemers (* 4. Juli 1834; † 1. Februar 1907), einer Tochter des Mediziners Joachim Friedrich Siemers (20. April 1792  – 25. Januar 1863).
- Friedrich Johannes (* 6. Februar 1836; † 25. Juli 1902), Amtsvorsteher und Düneninspektor ⚭ 1. mit 1859 Ignatia Leopoldine Dreyer (* 29. Dezember 1833; † 31. März 1863); 2. 1864 mit Luise Thusnelda Wagner (* 20. April 1833; † 11. Mai 1901), Tochter des Kaufmanns Hermann Wagner und dessen Frau Amanda Mutzenbecher
- Siegmund Andreas (* 16. Februar 1838; † 3. Juni 1859), Kunstmaler in Karlsruhe in Baden.
- Otto Bernhard (* 2. August 1839; † 9. Mai 1909) ⚭ am 21. September 1867 mit Marie Henriette Schmidt (* 15. August 1845; † 30. Dezember 1907), Tochter des Kaufmanns Gustav Hermann Schmidt
- Johann Ludwig Thomas (3. Juni 1841 – 2. Februar 1842)

Sein Ururenkel war der Essayist Peter Rühmkorf.

## Schriften
- Reisebemerkungen hydrotechnischen Inhalts. Hamburg 1844 (Digitalisat).
- Beiträge zur Kunde des Flutgebiets der Elbe. Hamburg 1845. (Neuauflage unter dem Titel Fünf Abhandlungen über das Fahrwasser der Unter-Elbe. 1845, Digitalisat).
- Das Princip der Legitimität in der Freien und Hansestadt Hamburg. Hamburg 1851.